# 새솔학교
소효원 잉 목화 국어 황  국 경찰오세요 신고 빨리오세요 

## 연혁
- 2013년 3월 4일 : 교사 건축 착공
- 2014년 1월 13일 : 학교설립 조례 공포(설립 인가) (유치원 2학급/초등학교 6학급/중학교 9학급/고등학교 9학급/전공과 6학급 총32학급)
- 2014년 2월 7일 : 교사 준공
- 2014년 3월 1일 : 초대 남한우 교장 취임